# Campionat d'Espanya de trial 2019
La temporada de 2019 del Campionat d'Espanya de trial fou la 52a edició d'aquest campionat, organitzat per la Reial Federació Motociclista Espanyola. El calendari oficial constava de 7 proves puntuables, celebrades entre el 3 de març i el 10 de novembre. 2 de les proves programades es disputaren als Països Catalans: Sant Julià de Lòria (5 de maig) i Vall-de-roures (la darrera, el 10 de novembre).

## Classificació final
| Posició | Pilot            | Motocicleta     | Punts |
| ------- | ---------------- | --------------- | ----- |
| 1       | Toni Bou         | Montesa         | 137   |
| 2       | Jaime Busto      | Gas Gas/Vertigo | 114   |
| 3       | Adam Raga        | TRRS            | 107   |
| 4       | Miquel Gelabert  | Sherco/Vertigo  | 82    |
| 5       | Jorge Casales    | Vertigo         | 78    |
| 6       | Gabriel Marcelli | Montesa         | 72    |
| 7       | Aniol Gelabert   | Scorpa/Vertigo  | 65    |
| 8       | Gerard Trueba    | Beta            | 47    |
| 9       | Sondre Haga      | TRRS            | 39    |
| 10      | Arnau Farré      | JTG             | 30    |

## Categories inferiors

### TR2
| Posició | Pilot        | Motocicleta | Punts |
| ------- | ------------ | ----------- | ----- |
| 1       | Pablo Suárez | Gas Gas     | 144   |
| 2       | Èric Miguel  | TRRS        | 138   |
| 3       | Sergi Ribau  | Beta        | 118   |

### TR3
| Posició | Pilot           | Motocicleta | Punts |
| ------- | --------------- | ----------- | ----- |
| 1       | Marc Horrach    | Gas Gas     | 124   |
| 2       | Álvaro Blázquez | Beta        | 116   |
| 3       | Francesc Recio  | Montesa     | 114   |

### Altres
| Categoria | Guanyador    | Motocicleta |
| --------- | ------------ | ----------- |
| TR4       | Sergio Puyo  | Sherco      |
| Veterans  | Rui Alves    | TRRS        |
| Júnior    | Pau Martínez | Vertigo     |
| Cadet     | Gaudí Vall   | Gas Gas     |
| Juvenil A | Hugo Barrera | Sherco      |
| Juvenil B | Xurxo Neo    | Gas Gas     |

## Classificació per marques
| Posició | Marca       | Punts |
| ------- | ----------- | ----- |
| 1       | Gas Gas     | 332   |
| 2       | Sherco      | 186   |
| 3       | TRRS        | 178   |
| 4       | Beta Trueba | 146   |
| 5       | Montesa     | 137   |
| 6       | Vertigo     | 110   |